# Lijst van sporten
Dit is een lijst van sporten met een artikel op Wikipedia, gerangschikt volgens de manier van beoefening.

## Atletiek
Discuswerpen - hamerslingeren - hardlopen - hink-stap-springen - hoogspringen - hordelopen - kogelslingeren - kogelstoten - marathonlopen - MILA - polsstokhoogspringen - snelwandelen - speerwerpen - sprint - steeplechase - tienkamp - triatlon - verspringen - wheelen - zevenkamp

## Balsport

### Doelspelen
American football - australian football - bandy - basketbal - flag football - floorball - gaelic football - Goalbal - handbal - hockey - horseball - hurling - ijshockey - inlinehockey - korfbal - krachtbal - lacrosse - polo - quad Rugby - rolhockey - rolstoelbasketbal - rugby - voetbal - waterpolo - zaalhockey - zaalvoetbal

### Racketsport en netsporten e.d.
badminton - beachvolleybal - bossaball - kaatsen - padel - racketlon - racquetball - rolstoeltennis - sepak takraw - squash - tafeltennis - tennis - volleybal - vuistbal

### Honkbal e.d.
Cricket - honkbal (baseball) - kastie - slagbal - softbal

### Overige
bocce - boccia - bowlen - bowls - footgolf - golf - kaatsen - kegelen - klootschieten - minigolf - petanque

## Behendigheidssport
biljart - boogschieten - carambole - darts - kleiduivenschieten - pool - schietsport - sjoelen - snooker - tafelvoetbal

## Denksport
Bridge - dammen - go - klaverjassen - mahjong - poker - schaken - scrabble - reversi

## Krachtsport
bankdrukken - bodybuilding - gewichtheffen - paalwerpen - powerliften - touwtrekken

## Luchtsport
luchtsport - ballonvaren - deltavliegen - modelvliegen - parachutespringen of valschermspringen - parapente - zeilvliegen - zweefvliegen

## Motorsport
autosport - formule 1 - karting - motorcross - motorsport - speedbootracen - trial

## Oriëntatiesport
geocaching - oriëntatieloop

## Paardensport
draverijen - dressuur - endurance - eventing - horseball - military - paardenrennen - polo - springconcours - voltige - westernrijden - mennen

## Rolsport
inlinehockey - rolhockey - rollerderby - rollersoccer - skaten - skateboarden - skeeleren

## Schietsport
airsoft - boogschieten - kleiduivenschieten - paintball

## Vecht-enverdedigingssporten
aikido - Amerikaans worstelen - American Kenpo - boksen - Braziliaans jiujitsu - capoeira - Daito Ryu Aiki Jujutsu - eskrima - freefight - hankido - hankumdo - hapkido - jiujitsu - judo - kajukenbo - karate - kempo - kendo - kenjutsu - kenpo - kickboksen - krav maga - kungfu - mixed martial arts - modderworstelen - muay Thai - ninjutsu - nunchaku-do - pencak silat - schermen - Shaolin - sumoworstelen - taekwondo - tai chi - tai-jutsu - Tang Soo Do - thaiboksen - Wing Chun - worstelen

## Vrijetijdssport
acrobatiek - aerobics - bootcamp - fitness - inline-skaten - gymnastiek - hardlopen - joggen - longboardskaten - skateboarden - sportvissen - waveboard - pilates

## Wandelsport
bergwandelen - langeafstandswandelen - nordic walking - snelwandelen - wandelen

## Watersport
drakenbootvaren - duiken - golfsurfen - jetskiën - kajakken - kanopolo - kanovaren - Kitesurfen - longboardsurfen - onderwaterhockey - peddelsurfen - roeien - schoonspringen - snorkelen - speervissen - stand-up paddle surfing - synchroonzwemmen - vissen - vrijduiken - vinzwemmen - wakeboarden - waterpolo - waterballet - waterskiën - windsurfen - zeilen - zwemmen

## Wielersport
baanwielrennen - BMX - cyclobal - handbiken - mountainbiken - steppen - trial - veldrijden - wegwielrennen

## Wintersport
bandy - biatlon - bobsleeën - curling - ijshockey - ijszeilen - kunstschaatsen - langlaufen - mogul - priksleeën - rodelen - rolstoelcurling - schaatsen - schansspringen - shorttrack - skeleton - skiën - sledgehockey - snowboarden - speedskiën

## Extreme sporten
bungeejumpen - freerunning - klifduiken - klimmen - parkour - skateboarden - skimboarden - survivalrun - BMX - canyoning

## Andere sporten
acrogym - calisthenics - crossfit - dansen - duatlon - duivensport - e-sport - fierljeppen - flyboarden - frisbee - indoor cycling - rhönrad - rope skipping - steppen - survival - trampolinespringen - triatlon - trick-kiten - turnen - ultimate frisbee - wandklimmen - yoga - paaldansen - teamgym - groepsspringen - ritmische gymnastiek - cheerleading